# Matelea marcoassisii
Matelea marcoassisii är en oleanderväxtart som beskrevs av J. Fontella Pereira. Matelea marcoassisii ingår i släktet Matelea och familjen oleanderväxter. Inga underarter finns listade i Catalogue of Life.